# Gare de Chislehurst
La gare de Chislehurst (en anglais : Chislehurst railway station), est une gare ferroviaire de la Ligne principale du Sud-Est (en), en zone 5 Travelcard. Elle  est située sur la Station approach à Chislehurst, sur le territoire du borough londonien de Bromley, dans le Grand Londres.
C'est une gare Network Rail desservie par des trains Southeastern de National Rail.

## Situation ferroviaire
Établie à 68 mètres d'altitude, la gare de Chislehurst est située sur la Ligne principale du Sud-Est (en) entre les gares d'Elmstead Woods, en direction de Charing Cross, et Petts Wood, en direction du terminus sud de Dover Priory. Elle dispose de trois quais (dont un central) desservis par les quatre voies de la ligne.

Plans : de la ligne et du réseau des transports à Londres
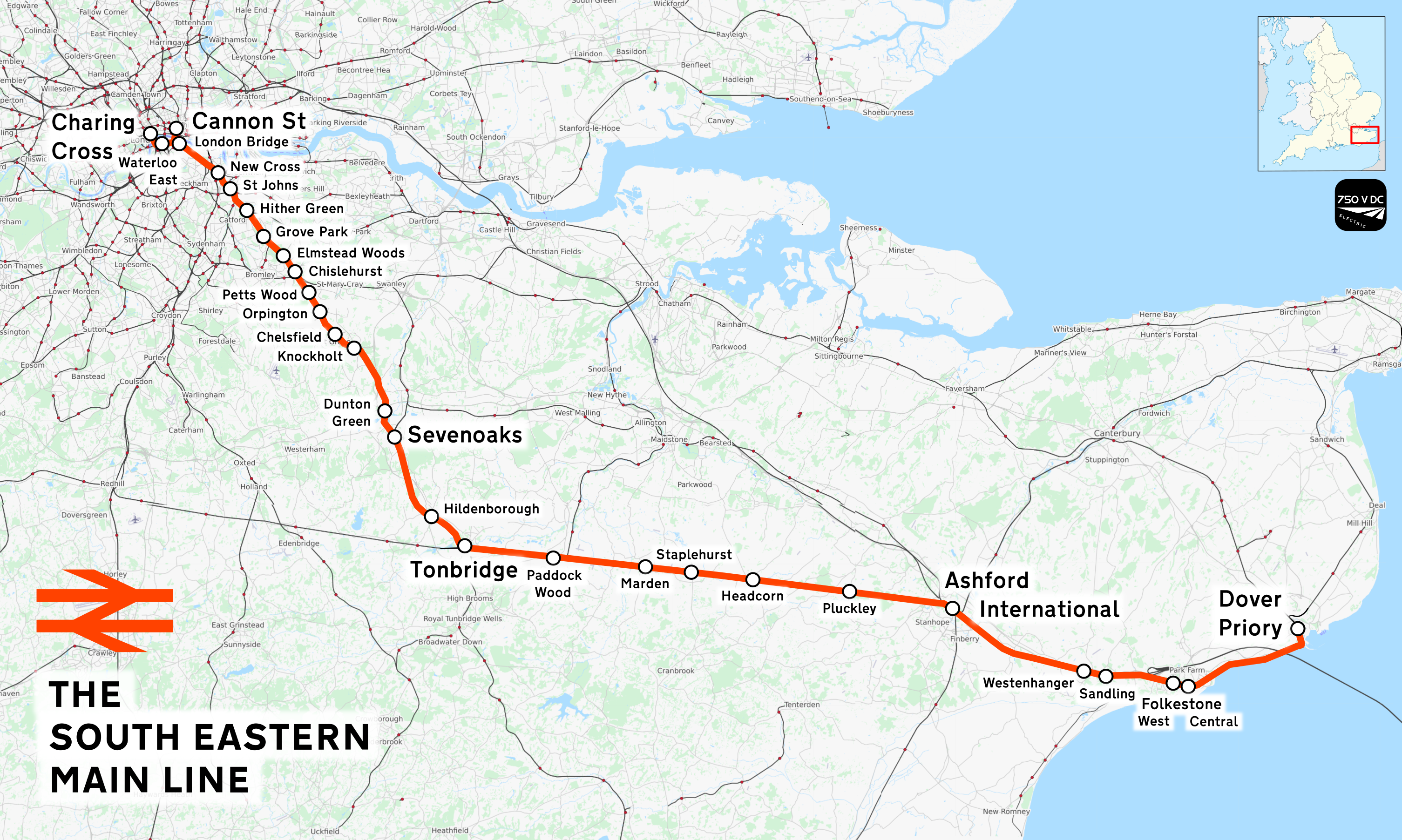
Ligne centrale de South Eastern.
Réseaux de Londres.

## Histoire

### Première gare (1865-1868)
La gare, alors dénommée Chislehurst and Bickley Park, est mise en service le 1er juillet 1865. Elle est renommée Chislehurst le 1er septembre 1866. Cette gare temporaire est fermée lors de l'achèvement de la ligne le 2 mars 1868 pour être remplacée par la gare définitive située à 600 mètres plus au sud.

### Deuxième gare
Une nouvelle gare, dénommée Chislehurst, en remplacement de la première située plus au nord, est mise en service le 2 mars 1868 ou peu après.